# トルクメニスタン独立記念塔

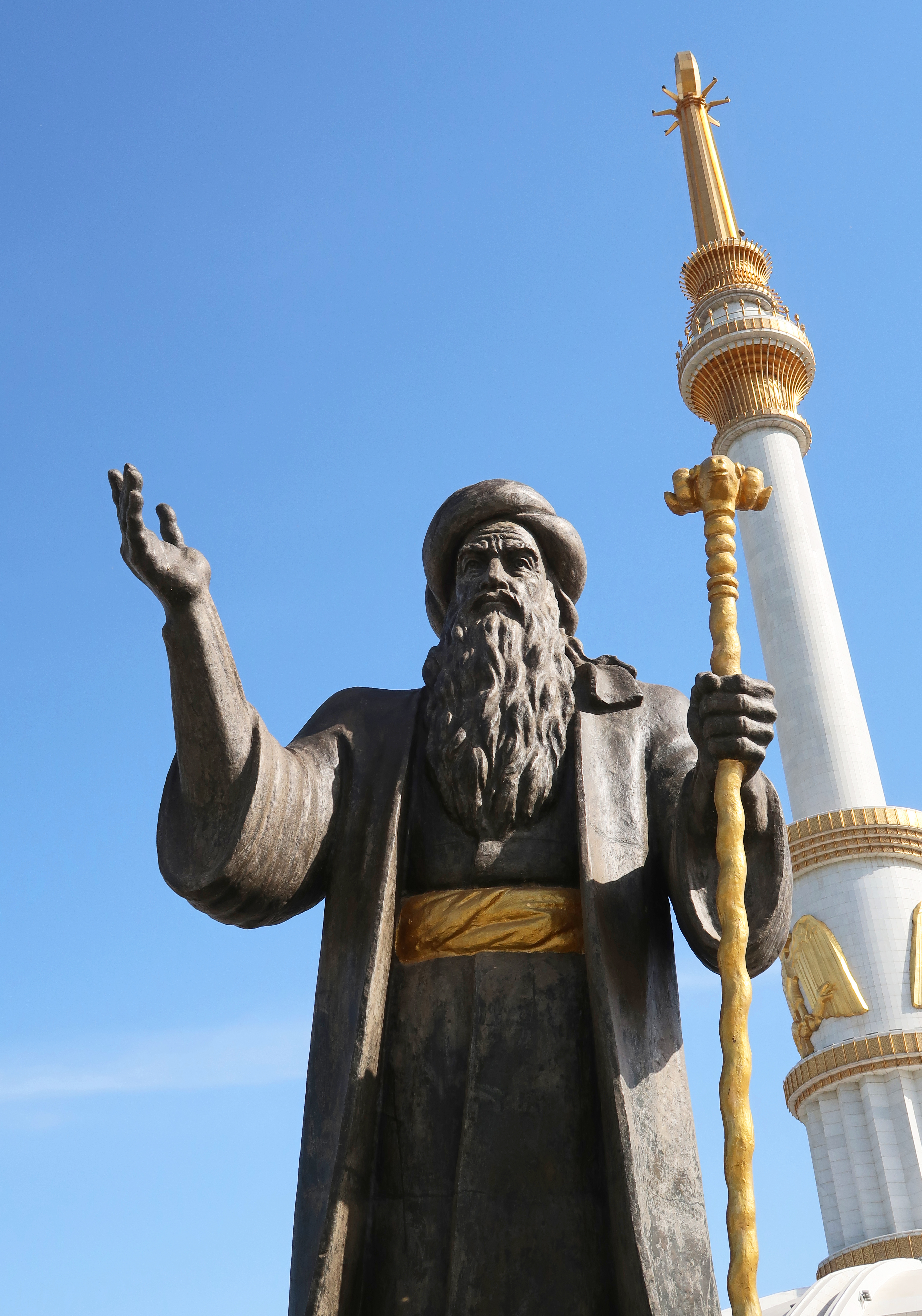
ゴルクト・アタ像と独立記念塔

トルクメニスタン独立記念塔とは、トルクメニスタンの首都アシガバートに建てられている記念碑である。総面積は84,500m2。
2001年に、トルクメニスタンの独立10周年を記念してトルコのポリメクス社によって建設された。建物の意匠はトルクメニスタンの伝統的な移動式の住居であるガラオイと、未婚女性が着用する被り物のグッバから着想を得たものである。高さ91mの鉄筋コンクリートの塔の頂上に高さ27mの金メッキが施された鋼製のタワーが設置され、直径10mの展望テラスが設けられているが、これらの数値はトルクメニスタンの独立記念日である「1991年10月27日」に由来する。入り口には4体の兵士の像が置かれ、トルクメニスタン初代大統領のサパルムラト・ニヤゾフの黄金像が設置された噴水につながっている。建物の中には展示ホールがあり、トルクメニスタンの歴史を代表する重要な美術品が展示されている。
記念碑の周囲には、トルクメンの出身である下記の英雄、指導者、詩人の像が置かれている。
- セルジューク・ベグ（英語版） - セルジューク族の始祖、セルジューク朝の君主の祖
- オグズ・ハン（en） - オグズの始祖
- ギョルオグル - 伝説的な英雄
- アルプ・アルスラーン - セルジューク朝の君主
- マリク・シャー - セルジューク朝の君主
- ケイミル・キョル - テケ族（英語版）の伝説的な指導者
- アフマド・サンジャル - セルジューク朝の君主
- エルトゥールル - オスマン帝国の創始者
- ウズン・ハサン - 白羊朝の君主
- バイラム・ハン - モンゴル帝国の指揮官、詩人
- トゥグリル・ベグ - セルジューク朝の初代スルターン
- カラ・ユースフ（英語版） - 白羊朝の君主
- ゴルクト・アタ - オグズの伝説的な英雄
- マグトゥムグリ - 詩人
- ゼリリ - 詩人
- セイディ - 詩人
- モッラネペス - 詩人
- マタージ - 詩人
- ケミネ - 詩人